# Gunnel Vallquist
Gunnel Vallquist (ur. 19 czerwca 1918 w Sztokholmie, zm. 11 stycznia 2016 tamże) – szwedzka pisarka, tłumaczka i krytyk literacki. Od 1982 była członkiem Akademii Szwedzkiej.

## Twórczość
- Något att leva för (1956)
- Giorgio La Pira: borgmästare och profet (1957)
- Ett bländande mörker (1958)
- Till dess dagen gryr: anteckningar 1950–1958 (1959)
- Vägar till Gud (1960)
- Den oförstådda kärleken (1961)
- Helgonens svar (1963)
- Dagbok från Rom (1964–1966; cztery części)
- Kyrkor i uppbrott (1968)
- Följeslagare: essayer (1975)
- Morgon och afton (1976)
- Sökare och siare: essayer (1982)
- Anders Österling: inträdestal i Svenska Akademien (1982)
- Steg på vägen (1983)
- Helena Nyblom (1987)
- Katolska läroår: Uppsala-Paris-Rom (1995)
- Vad väntar vi egentligen på?: texter om kristen enhet 1968–2002 (2002)
- Texter i urval (2008)
- Herre, låt mig få brinna (2009)